# Xã Jasper, Quận Crittenden, Arkansas
Xã Jasper (tiếng Anh: Jasper Township) là một xã thuộc quận Crittenden, tiểu bang Arkansas, Hoa Kỳ. Năm 2010, dân số của xã này là 14.767 người.